# Larry Wallis
Larry Wallis (19. května 1949 – 19. září 2019) byl britský kytarista, skladatel a hudební producent. Nejvíce se proslavil jako člen skupin Pink Fairies, Motörhead a UFO.